# Georges Vigarello
Georges Vigarello (16 de junio de 1941) es un historiador, profesor y sociólogo francés. Es  director de investigación  en el École des hautes études en ciencias sociales (EHESS) de París. Sus intereses de búsqueda principales incluyen la sociología del cuerpo, la historia de higiene, las representaciones del cuerpo sobre los siglos y las dimensiones sociales de deporte.

## Biografía
Nacido en Mónaco, Georges Vigarello inicialmente obtuvo un diploma de enseñanza (CAPES) en Deporte y Educación Física, y posteriormente obtuvo un grado de enseñanza adelantado (agrégation) en filosofía.
Fue profesor durante un breve periodo en la Universidad de Vincennes, entonces bastión del postestructuralismo. La influencia del destacado filósofo Michel Foucault es particularmente visible en su primer libro Le corps redressé (1978). Vigarello no tardó en desarrollar un enfoque personal e históricamente más riguroso de la sociología del cuerpo.
Antes de entrar en la EHESS,  ocupó el puesto de profesor de estudios educativos en la Universidad de París-Sorbona. Ha sido miembro junior del Institut Universitaire de France (organismo nacional francés de investigación académica avanzada), y actualmente preside el Comité Científico de la Biblioteca Nacional de Francia.
La edición en rústica de sus libros (así como las numerosas traducciones) le dieron a conocer a un público francés e internacional más amplio.

## Lista de publicaciones importantes
- Sarkozy, Corp et âme d'un président, (con Olivier Mongin) Perrin, 2008
- Concepts of Cleanliness: Changing Attitudes in France since the Middle Agess, Cambridge University Press, 2008
- Histoire de la beauté, le corps et l’art d’embellir de la renaissance à nos jours, Seuil, 2004
- Histoire du corps, tres volúmenes, (con Alain Corbin y Jean-Jacques Courtine) (eds) Seuil, 2006
- A History of Rape: Sexual Violence in France from the 16th to the 20th Century, Polity, 2001
- Le corps redressé, Armand Colin, 2001 (primera edición: Le corps redressé, Histoire D'un Pouvoir Pedagogique, Delarge, 1978)
- Passion sport, Histoire d’une culture, Textuel, 2000